# Stanisław Kania
Pour les articles homonymes, voir Kania.
Stanisław Kania, né le 8 mars 1927 à Wrocanka et mort le 3 mars 2020 à Varsovie, est un dirigeant communiste polonais.

## Biographie

### Jeunesse
Né dans une famille paysanne à Wrocanka, un village du sud-est du pays (aujourd'hui dans la voïvodie des Basses-Carpates), Stanisław Kania est apprenti-forgeron quand il s'engage dans la résistance pendant la Seconde Guerre mondiale, en 1944, dans le Bataillon paysan.

### Carrière politique
En 1945, il rejoint le Parti ouvrier polonais (communiste), puis le parti qui lui succède, le Parti ouvrier unifié polonais (PZPR ou POUP), le parti dirigeant sous la République populaire de Pologne.
Entre 1950 et 1952, il fréquente l'école du parti. En 1971, il est nommé secrétaire du comité central, et en 1975, membre du bureau politique du POUP.
Le 6 septembre 1980, pour remplacer Edward Gierek, le comité central l'élit Premier secrétaire du POUP, la fonction la plus importante de l'État.
Réformateur, il rencontre Lech Wałęsa et les dirigeants de Solidarité, tente d'engager quelques réformes politiques et économiques, et ne se prive pas de critiquer la trop grande influence soviétique sur le pays.
Impopulaire au sein du Parti, il est mis en minorité par le comité central le 18 octobre 1981, et remplacé par le Premier ministre et ministre des armées, le général Wojciech Jaruzelski.
En 1990, il rejoint un petit parti, l'Union sociale-démocrate polonaise, et n'intervient plus sur la scène politique.
Il meurt le 3 mars 2020, des suites d'une pneumonie, cinq jours avant son quatre-vingt-treizième anniversaire.